# Stora Bergtjärnen, Dalsland
Stora Bergtjärnen är en sjö i Dals-Eds kommun i Dalsland och ingår i Örekilsälvens huvudavrinningsområde.